# Mazdaspeed
Mazdaspeed est un fournisseur de pièces automobiles de Mazda pour les courses automobiles telles que les 24 Heures du Mans et les voitures de tuning. 
Ils ont connu une grande victoire historique des courses automobiles grâce à la Mazda 787B conduite par les pilotes Volker Weidler, Johnny Herbert, et Bertrand Gachot d'où le moteur est conçue par Mazdaspeed. Aux 24 Heures du Mans 1991, la Mazda 787B  numéro 55 a réalisé 362 tours en parcourant la distance de 4 922,81 km à une vitesse moyenne de 205,333 km/h. 
Malgré cette courte victoire, les moteurs Wankel sont interdits aux courses hormis aux États-Unis où une Mazda RX8 a remporté les 24 heures de Daytona dans la catégorie GT.